# Karuvannur
Il fiume Karuvannur (Lingua malayalam: കരുവന്നൂർ പുഴ) è il quarto fiume per lunghezza nel distretto del Thrissur, Stato del Kerala, India.

## Sorgente
Il fiume sgorga dalle colline del Pumala, nel Parco Naturale di Chimmony (Chimmony Wildlife sanctuary), nel distretto di Thrissur. Il fiume Karuvannur è formato dalla confluenza di altri due fiumi, il fiume Manali e il Kurumali; i due corsi d'acqua si congiungono prima di Arattupuzha e formano il Karuvannur, che poi scorre attraverso i territori del Kole.
Il fiume divide la zona del Thrissur Kole in due regioni, l'area di Nord Kole, di 8.072 ettari, e l'area di Sud Kole, di 2.115 ettari. Il fiume scorre poi verso ovest e si divide in due corsi d'acqua, uno che sfocia nel lago Enamakkal, collegato al canale di Conolly nel distretto di Thrissur, l'altro immissario del fiume Periyar. Il fiume è lungo 48 chilometri, con un bacino di 1.054 km2 e fornisce acqua a molti Panchayat nel distretto di Thrissur.

## Flora e fauna
Nel 2014 il Puzhukkoori, specie di pesce considerata estinta negli ultimi 150 anni, è stato trovato nel fiume da Mathews Plamoottil, Professore Aggiunto di Zoologia nel College di Chavara.